# Stadsbrand van Delft
Op 3 mei 1536 vond de stadsbrand van Delft plaats.
Deze stadsbrand legde een groot deel van de Zuid-Hollandse stad Delft in de as. Ongeveer 1800 huizen gingen in vlammen op en het Oude Gasthuis, diverse kloosters, het begijnhof en de beide parochiekerken werden zwaar beschadigd. Ook het stadhuis werd verwoest, waaronder het hele gemeentearchief waardoor veel vastgelegde informatie van voor 1536 verloren is gegaan. 

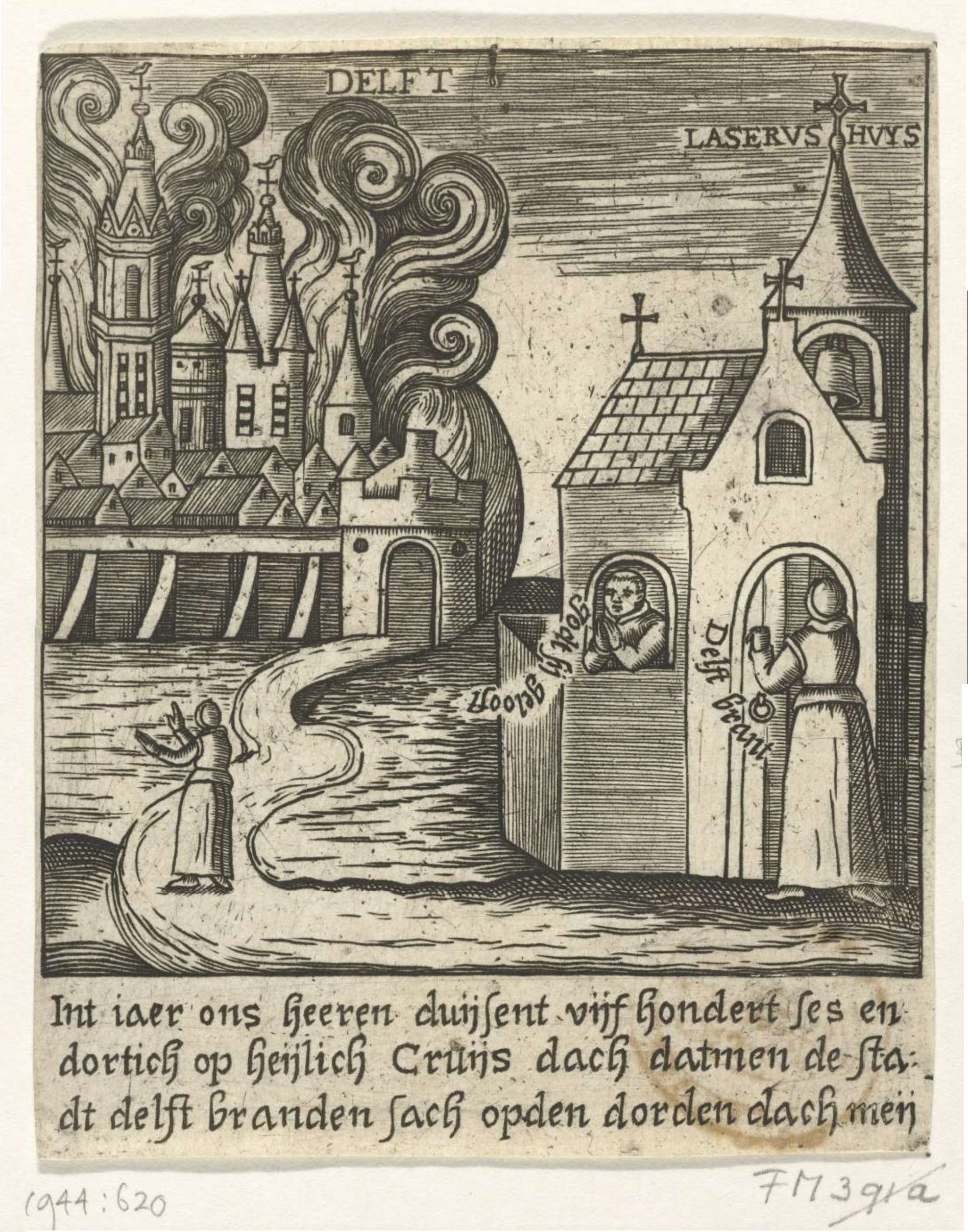
Alarm

Vaak wordt gemeld dat een blikseminslag in de Nieuwe Kerk de oorzaak van de brand was, maar waarschijnlijk is er sprake van verwarring met een blikseminslag in de toren op Hemelvaartsdag in 1441. Een aanwijzing voor de oorzaak is teruggevonden op een tekening van een gedenksteen die is ingemetseld boven een poortje aan de zuidzijde van de Buitenwatersloot, vlak bij de plek waar het kartuizerklooster heeft gestaan. De tekst luidt: Den brand van Delft welcke menig de suchte / Begost alhier door die boeren ’t sy geen kluchte (De brand van Delft die menigeen deed zuchten, begon alhier door de boeren, dat is geen fabeltje).
Stadsbranden waren in die tijd niet zeldzaam omdat huizen meestal van hout gebouwd waren en hoewel er ten tijde van de brand in Delft al een verordening was om in plaats van riet en stro leisteen of gebakken pannen als dakbedekking te gebruiken zal dat voor veel huizen nog niet het geval geweest zijn. 
Het huidige Gemeenlandshuis (Oude Delft 167), de woning van de schout Jan de Huyter, was van steen en werd wel beschadigd maar overleefde de ramp voor een deel. Cornelis Musius schreef een gedicht over een ooievaar die een nest had op het dak en zijn jongen met zijn vleugels probeerde te beschermen maar daarbij de dood vond.